# سفارة الدنمارك في تشيلي
سفارة الدنمارك في تشيلي هي أرفع تمثيل دبلوماسي لدولة الدنمارك لدى تشيلي. تقع السفارة في تشيلي وهي تهدف لتعزيز المصالح الدنماركية في تشيلي.

## وصلات خارجية
- الموقع الرسمي
- قائمة سفارات الدنمارك
- قائمة السفارات في تشيلي